# I Call Your Name
I Call Your Name (englisch für: Ich rufe deinen Namen) ist ein Lied der britischen Band The Beatles, das 1964 auf ihrem dritten US-amerikanischen-Album The Beatles’ Second Album und auf ihrer fünften britischen EP Long Tall Sally veröffentlicht wurde. Komponiert wurde es von John Lennon und Paul McCartney und unter der Autorenangabe Lennon/McCartney veröffentlicht. Die Erstveröffentlichung des Liedes erfolgte von Billy J. Kramer.

## Hintergrund

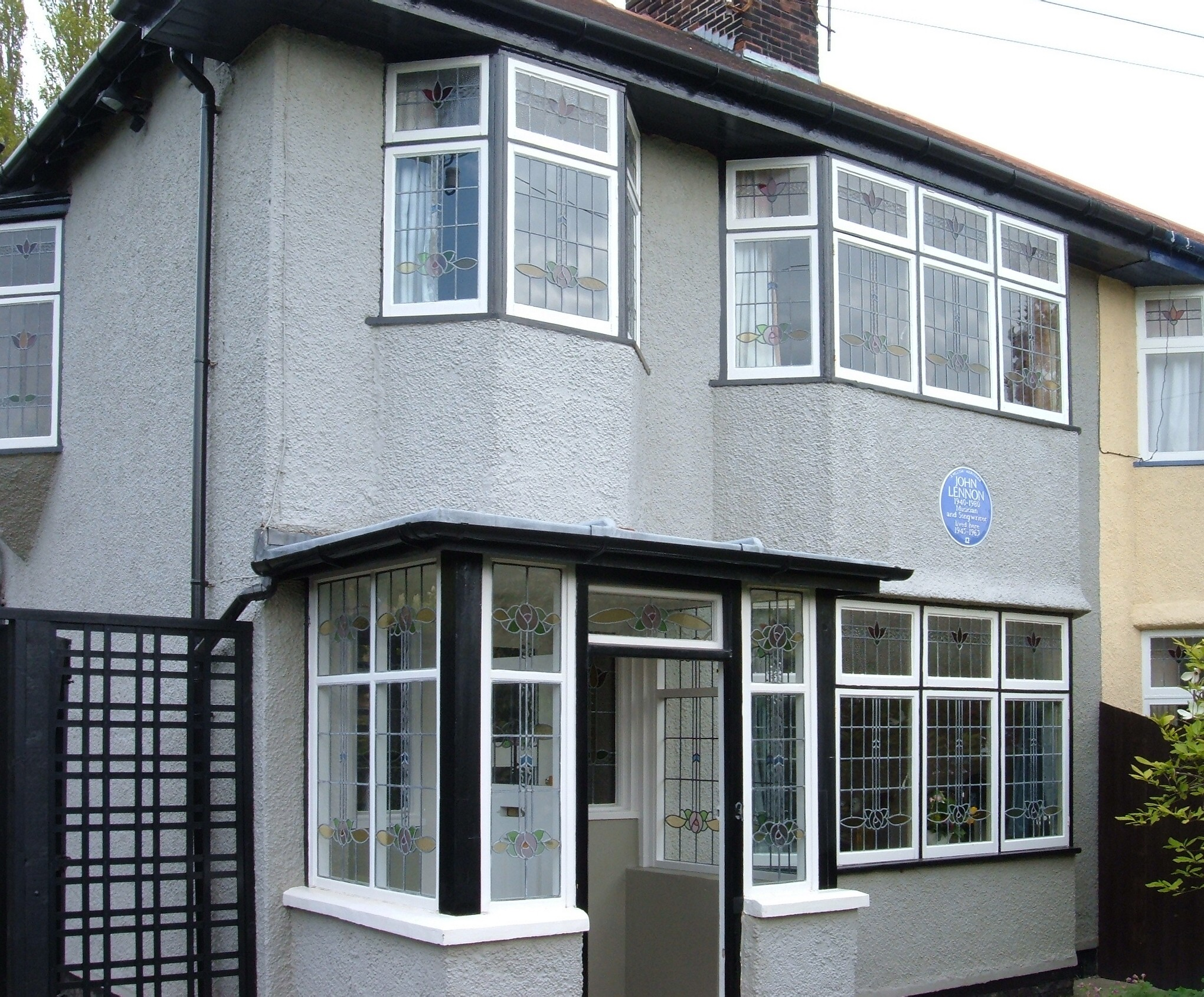
Haus von Tante „Mimi“ in der
251 Menlove Avenue

I Call Your Name gehört zu den ersten Liedern, die Lennon/McCartney geschrieben haben. Die hauptsächlichen musikalischen Ideen stammen von John Lennon. Geschrieben wurde das Lied wahrscheinlich im Haus von John Lennons Tante „Mimi“.
Die Beatles boten das Lied Billy J. Kramer an, der am 26. Juni 1963 unter der Produktionsleitung von George Martin I Call Your Name und die weitere Lennon/McCartney-Komposition Bad to Me einspielte. Die Verbindung zu Kramer wurde über Brian Epstein hergestellt, der ebenfalls sein Manager war. Während der Aufnahmesession waren auch John Lennon und Paul McCartney zugegen. Die beiden Lieder wurden am 26. Juli als Single veröffentlicht und erreichte Platz eins in den britischen Charts, wobei Bad to Me die A-Seite der Single ist. Bad to Me erreichte in 1964 in den US-Charts Platz neun.
Während der Aufnahmen der Beatles am 1. März 1964 entschied sich John Lennon das Intro und das Gitarrensolo von der Billy J. Kramer-Version zu übernehmen. Im Mittelteil des Liedes spielten die Beatles einen Ska-Rhythmus, der Anfang der 1960er Jahre auf Jamaika verwendet wurde, in Großbritannien wurde dieser erst Ende der 1970er prominent.
Ursprünglich war es geplant I Call Your Name für den Film A Hard Day’s Night zu verwenden, so wurde am 3. März 1964 eine Monoabmischung für die Filmgesellschaft United Artists hergestellt, die aber nicht verwendet wurde. Nachdem das Lied A Hard Day’s Night aufgenommen worden war, wurde auf I Call Your Name für den Film verzichtet.
Die EP Long Tall Sally, die am 19. Juni 1964 erschien, beinhaltet drei Fremdkompositionen, als viertes Lied wurde die Lennon/McCartney-Komposition I Call Your Name genommen, sodass es auch nicht mehr für das Album A Hard Day’s Night verwendet wurde, obwohl die Stereoabmischungen für das Album am 22. Juni 1964 auch die Abmischung von I Call Your Name beinhaltete.
I Call Your Name wurde nicht in das Liverepertoire der Gruppe im Jahr 1964 aufgenommen.

## Aufnahme
I Call Your Name wurde am 1. März 1964 in den Londoner Abbey Road Studios (Studio 2) mit dem Produzenten George Martin aufgenommen. Norman Smith war der Toningenieur der Aufnahmen. Die Band nahm insgesamt sieben Takes auf, wobei auch der siebte Take für die finale Version verwendet wurde.
Die US-Veröffentlichung von I Call Your Name erfolgte von Take 7 am 4. März 1964 eine Abmischung in Mono und am 10. März 1964 in Stereo.
Die Abmischung des Liedes für Großbritannien erfolgte am 4. Juni 1964 in Mono und am 22. Juni 1964 in Stereo, wobei hier die Takes 7 und 5 zusammengemischt wurden. Die Stereoabmischung erfolgte somit drei Tage nach der Veröffentlichung der EP Long Tall Sally.
Die einzelnen Abmischungen unterscheiden sich in der Lautstärke der Kuhglocke und das Gitarrenspiel am Anfang, bei den beiden Stereoversionen ist der Gesang jeweils anders abgemischt.
Neben I Call Your Name wurde am 1. März 1964 noch I’m Happy Just to Dance with You und Long Tall Sally eingespielt, die gesamte Aufnahme der drei Lieder erfolgte zwischen 10 und 13:30 Uhr, wobei I Call Your Name als letztes aufgenommen wurde.
Besetzung:
- John Lennon: Rhythmusgitarre, Gesang
- Paul McCartney: Bass
- George Harrison: Leadgitarre
- Ringo Starr: Schlagzeug, Kuhglocke

## Veröffentlichung
In den USA wurde I Call Your Name auf dem dortigen dritten Album The Beatles’ Second Album am 10. April 1964 veröffentlicht, bei der Mono- und Stereoversion des Liedes handelt es sich um frühe Abmischungen.
Am 3. Juni 1964 wurde in Deutschland die Single Long Tall Sally / I Call Your Name veröffentlicht, die sich auf Platz 7 der deutschen Charts platzieren konnte.
In Großbritannien erschien am 19. Juni 1964 die EP Long Tall Sally, auf der I Call Your Name enthalten ist. In Deutschland erschien die EP erst im August 1964.
Die britische Stereoversion wurde erstmals am 10. Juni 1976 auf dem Kompilationsalbum Rock ’n’ Roll Music veröffentlicht.
Für BBC Radio nahmen die Beatles unter Livebedingungen eine weitere Fassungen von I Call Your Name am 31. März 1964, im Playhouse Theatre, London auf. Diese Version wurde bisher nur auf Bootlegs veröffentlicht.

## Coverversionen
Folgend eine Auswahl:
- The Mamas and the Papas – If You Can Believe Your Eyes and Ears [4]
- The Buckinghams – King of a Drag [5]